# Abdalelah Haroun
Abdalelah Haroun Hassan (em árabe: عبد الإله هارون) (Sudão, 1 de janeiro de 1997 – Doha - Catar, 26 de junho de 2021) foi um atleta dos 400 metros rasos nascido no Sudão, mas naturalizado Catariano, Ele foi detentor do recorde interno asiático nos 400 metros rasos. Em 2016 Adbalelah conseguiu uma medalha de prata na disputa do Campeonato Mundial de Atletismo em Pista Coberta de 2016.

## Carreira
Em 2016, o atleta conseguiu ficar na seguda posição na plataforma dos 400 metros rasos, com o tempo de 45,59 segundos, perdendo para o tcheco Pavel Maslák e sendo seguido pelo trinidadiano Deon Lendore (bronze com 46,17 segundos).
Já em 2017, Abdalelah conquistou o bronze na pista de 400 metros rasos, conquistando o bronze, ficando atrás do sul-africano Wayde van Niekerk e do baamiano Steven Gardiner.

## Morte
A morte de Abdalelah ocorreu devido a um Acidente automobilístico que ocorreu em Doha, capital do Catar, o atleta era considerado uma "esperança" para o país nas Olimpíadas de 2020 que o mesmo iria participar, que teve seu início um mês após a sua morte.